# Camouflage (album de Lara Fabian)
Pour les articles homonymes, voir Camouflage (homonymie).
 (mai 2025).
Camouflage est le treizième album studio de la chanteuse française Lara Fabian sorti le 6 octobre 2017, chez 9 Productions.

## Liste des pistes
| No  | Titre                                       | Durée |
| --- | ------------------------------------------- | ----- |
| 1.  | Growing Wings                               | 2:57  |
| 2.  | Chameleon                                   | 3:19  |
| 3.  | If I Let You Love Me                        | 3:35  |
| 4.  | Choose What You Love Most (Let It Kill You) | 3:53  |
| 5.  | We Are the Flyers                           | 4:05  |
| 6.  | Painting in the Rain                        | 3:27  |
| 7.  | Camouflage                                  | 3:11  |
| 8.  | I'm Breakable                               | 2:35  |
| 9.  | Keep the Animals Away                       | 3:32  |
| 10. | We Are the Storm                            | 3:39  |
| 11. | Perfect                                     | 3:00  |
| 12. | Communify                                   | 3:16  |